# Cabannes
Cabannes är en kommun i departementet Bouches-du-Rhône i regionen Provence-Alpes-Côte d'Azur i sydöstra Frankrike. Kommunen ligger i kantonen Orgon som ligger i arrondissementet Arles. År 2022 hade Cabannes 4 576 invånare.

## Befolkningsutveckling
Antalet invånare i kommunen Cabannes
Referens:INSEE